# Fabián Muñoz (futbolista argentino)
Fabián Nicolás Muñoz (Rufino, Provincia de Santa Fe, 3 de noviembre de 1991) es un exfutbolista argentino. Jugaba de delantero y su último equipo fue Club Villa Mitre del Torneo Federal A.

## Trayectoria
Se inició en el club Pro Educación Física Matienzo de su ciudad natal.
Comenzó en el Newell's Old Boys. Debutó en la Primera División en el año 2011. De no tener más continuidad, paso a Arsenal de Sarandí, luego seguiría su carrera en el Panetolikos.

## Clubes
| Club                                     | País      | Año         |
| ---------------------------------------- | --------- | ----------- |
| Newell's Old Boys                        | Argentina | 2011 - 2015 |
| Arsenal de Sarandí                       | Argentina | 2015        |
| Panetolikos FC                           | Grecia    | 2016 - 2017 |
| Temperley                                | Argentina | 2017 - 2018 |
| Club Atlético Gimnasia y Esgrima (Jujuy) | Argentina | 2018 - 2019 |
| Alki Oroklini                            | Chipre    | 2019 - 2020 |
| Klubi Sportiv Bylis Ballsh               | Albania   | 2020        |
| Club Villa Mitre                         | Argentina | 2021 - 2022 |

### Torneos Nacionales
| Torneo           | Club              | País      | Año               |
| ---------------- | ----------------- | --------- | ----------------- |
| Primera División | Newell's Old Boys | Argentina | Torneo Final 2013 |